# Institute of Classical Studies
Das Institute of Classical Studies (abgekürzt ICS) ist eine Forschungseinrichtung auf dem Gebiet der Sprachen, Literaturen, Geschichte, Kunstgeschichte, der Archäologie und der Philosophie des griechischen und römischen Altertums und Teil der School of Advanced Study der Universität London.
Das Institute of Classical Studies wurde 1953 vom Senat der Universität als Kooperation mit der Society for the Promotion of Roman Studies und der Society for the Promotion of Hellenic Studies gegründet. Zu den Mitbegründern zählt der Altphilologe und Klassische Archäologe T. B. L. Webster. Zum Institut gehört die Joint Library der beiden Societies und des Institute. Im Jahr 1958 wechselten das Institute und die Societies von ihrem anfänglichen Sitz in 50, Bedford Square in ein neues, eigens für sie errichtetes Gebäude, in 31–34, Gordon Square, gegenüber dem Warburg Institute, eine Adresse, die in Großbritannien als nationales Hauptquartier der Altertumswissenschaften galt. Im August 1997 zogen das Institute und die Societies erneut um, diesmal in das historische Gebäude des Senate House der Universität.
Vom Institute of Classical Studies wird die Fachzeitschrift Bulletin of the Institute of Classical Studies (1, 1954ff.) herausgegeben.

## Direktoren des Institute
- Reginald Pepys Winnington-Ingram (1964–1967)
- Eric Handley (1967–1984)
- John Penrose Barron (1984–1991)
- Richard Sorabji (1991–1996)
- Michael J. Edwards (1996–2011)
- John A. North (2012–2014)
- Greg Woolf (seit 2015)